# Pihtisaari (ö i Södra Savolax, Pieksämäki)
Pihtisaari är en halvö i Finland. Den ligger i sjön Maavesi och i kommunen Pieksämäki i den ekonomiska regionen  Pieksämäki ekonomiska region  och landskapet Södra Savolax, i den södra delen av landet, 260 km nordost om huvudstaden Helsingfors.